# 圣白芭蕾圣殿

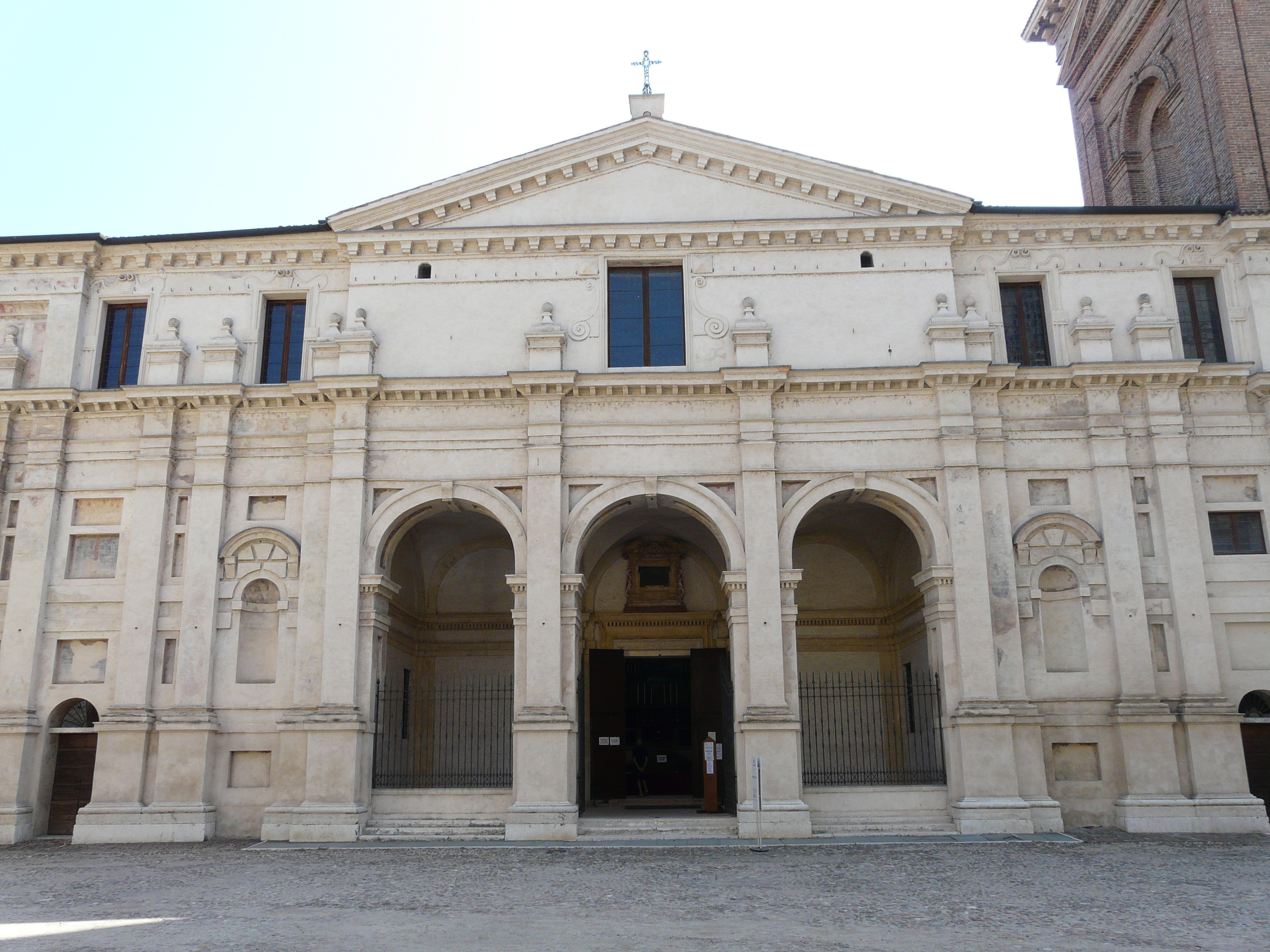
The facade

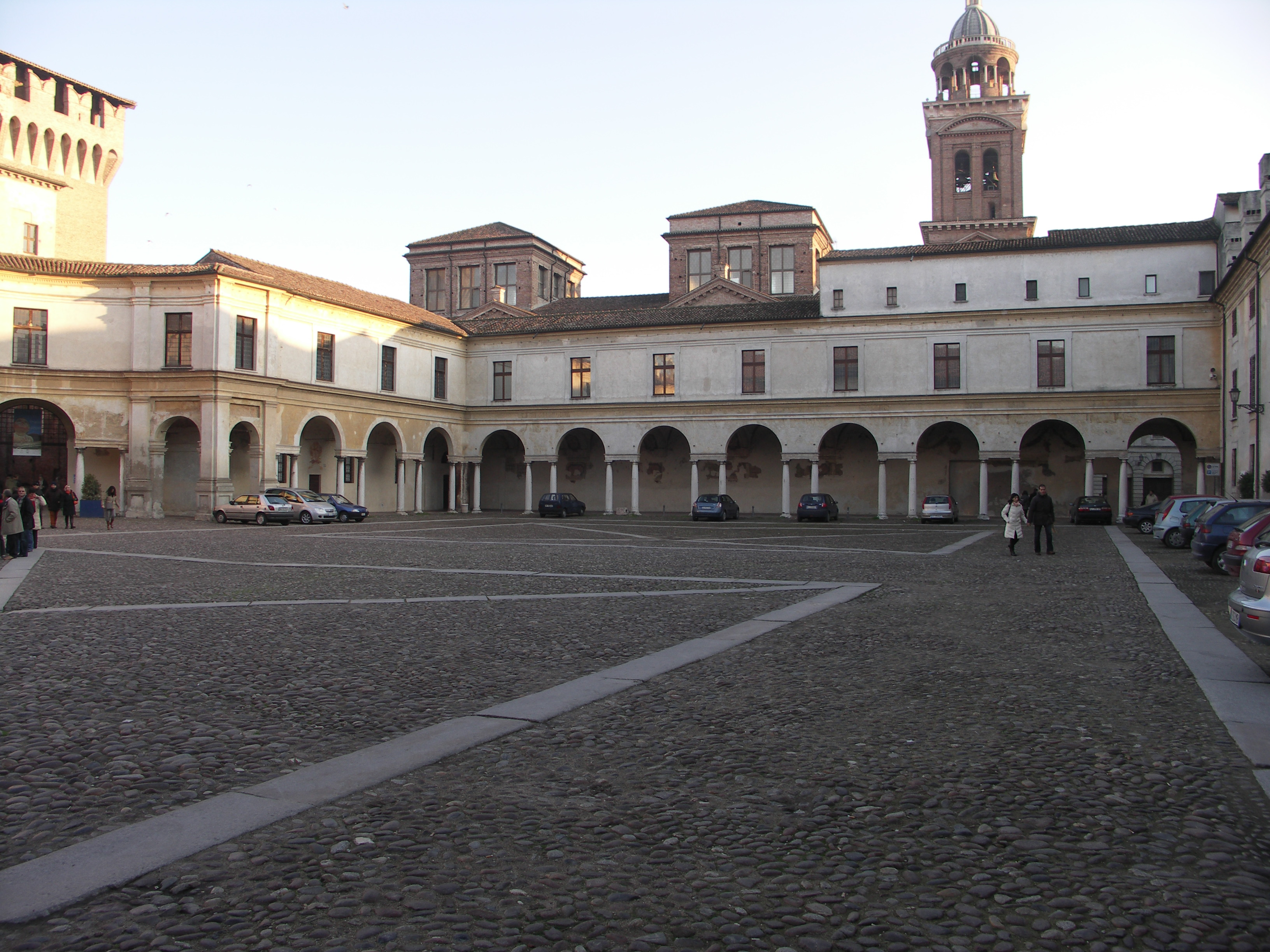
Mantua, Palazzo Ducale: the Castle Square and the Campanile of Santa Barbara

圣白芭蕾圣殿（basilica Palatina di Santa Barbara）是一座罗马天主教的宗座圣殿，贡扎加家族的宫廷小堂，供奉圣白芭蕾，位于意大利伦巴第大区曼托瓦。
2007年修复时，发现贡扎加家族的重要成员均埋葬于此。